# Alfred Silginer
Alfred Silginer (Brunico, 18 ottobre 1959) è un ex slittinista italiano.

## Biografia
Nato nel 1959 a Brunico, in Alto Adige, a 20 anni ha partecipato ai Giochi olimpici di Lake Placid 1980, nel doppio insieme a Hansjörg Raffl, arrivando 5º con il tempo totale di 1'19"976 (39"823 nella 1ª manche, 40"153 nella 2ª).
Due volte sul podio in tappe di Coppa del Mondo (3º nel doppio con Hansjörg Raffl nel gennaio 1979 a Imst e 2º nel doppio insieme a Helmut Brunner nel dicembre 1981 a Igls), agli Europei di Valdaora 1980 si è piazzato 5º nel doppio.
Ha chiuso la carriera nel 1981, a 22 anni.

## Palmarès

### Coppa del Mondo
- 2 podi (tutti nel doppio):
  - 1 secondo posto;
  - 1 terzo posto.